# Primera División Femenina de España 2013-2014
L'edizione 2013-2014 è stata la ventiseiesima edizione della Primera División, massima serie del campionato spagnolo femminile di calcio. Il campionato è stato vinto per la terza volta consecutiva dal Barcellona. Capocannoniere del campionato è stata Sonia Bermúdez, calciatrice del Barcellona, con 28 reti realizzate. Sono retrocessi in Segunda División il Granada e il Levante Las Planas.

## Stagione

### Novità
Dalla Primera División 2012-2013 sono stati retrocessi in Segunda División il Llanos de Olivenza e il Lagunak. Dalla Segunda División sono stati promossi in Primera División il Granada e l'Oviedo Moderno, che sostituì il Torrejón che fu sciolto dopo aver conquistato la promozione sul campo.

### Formula
Le 16 squadre si affrontano in un girone all'italiana con partite di andata e ritorno, per un totale di 30 giornate. La squadra prima classificata è campione di Spagna ed è ammessa alla UEFA Women's Champions League, mentre le ultime due classificate retrocedono in Segunda División. Le prime otto classificate sono ammesse alla Copa de la Reina 2014.

## Squadre partecipanti
| Club                | Stagione | Città               | Stadio                          | Stagione 2012-2013                                    |
| ------------------- | -------- | ------------------- | ------------------------------- | ----------------------------------------------------- |
| Athletic Bilbao     | dettagli | Bilbao              | Impianti di Lezama              | 2º posto in Primera División                          |
| Atlético Madrid     |          | Madrid              | Stadio Cerro del Espino         | 3º posto in Primera División                          |
| Barcellona          |          | Barcellona          | Ciutat Esportiva Joan Gamper    | Campione di Spagna                                    |
| Collerense          |          | Palma di Maiorca    | Can Caimari                     | 14º posto in Primera División                         |
| Espanyol            |          | Barcellona          | Ciutat Esportiva Dani Jarque    | 5º posto in Primera División                          |
| Granada             |          | Granada             | Campo Miguel Prieto             | Finale in Segunda División                            |
| Huelva              |          | Huelva              | Campos Federativos de La Orden  | 9º posto in Primera División                          |
| Levante             |          | Valencia            | El Terrer de Paiporta           | 4º posto in Primera División                          |
| Levante Las Planas  |          | Sant Joan Despí     | Municipal Les Planes            | 11º posto in Primera División                         |
| Oviedo Moderno      |          | Oviedo              | Stadio Manuel Díaz Vega         | Finale in Segunda División                            |
| Rayo Vallecano      |          | Madrid              | Ciutat Esportiva Rayo Vallecano | 6º posto in Primera División                          |
| Real Sociedad       |          | San Sebastián       | Impianti di Zubieta             | 10º posto in Primera División                         |
| Sant Gabriel        |          | Sant Adrià de Besòs | Municipal José Luis Ruiz Casado | 8º posto in Primera División                          |
| Siviglia            |          | Siviglia            | Estadio Guadalquivir            | 12º posto in Primera División                         |
| Transportes Alcaine |          | Saragozza           | Stadio Pedro Sancho             | 7º posto in Primera División (come Prainsa Saragozza) |
| Valencia            |          | Valencia            | Municipal de Beniferri          | 13º posto in Primera División                         |

## Classifica finale
|  | Pos. | Squadra             | Pt | G  | V  | N  | P  | GF | GS | DR  |
|  | ---- | ------------------- | -- | -- | -- | -- | -- | -- | -- | --- |
|  | 1.   | Barcellona          | 79 | 30 | 25 | 4  | 1  | 82 | 11 | +71 |
|  | 2.   | Athletic Bilbao     | 77 | 30 | 22 | 3  | 5  | 79 | 22 | +57 |
|  | 3.   | Atlético Madrid     | 54 | 30 | 16 | 6  | 8  | 72 | 35 | +37 |
|  | 4.   | Rayo Vallecano      | 51 | 30 | 14 | 9  | 7  | 45 | 30 | +15 |
|  | 5.   | Levante Las Planas  | 51 | 30 | 14 | 9  | 7  | 38 | 29 | +9  |
|  | 6.   | Valencia            | 51 | 30 | 15 | 6  | 9  | 45 | 27 | +18 |
|  | 7.   | Real Sociedad       | 40 | 30 | 10 | 10 | 10 | 36 | 34 | +2  |
|  | 8.   | Huelva              | 40 | 30 | 11 | 7  | 12 | 41 | 42 | -1  |
|  | 9.   | Sant Gabriel        | 34 | 30 | 9  | 7  | 14 | 40 | 56 | -16 |
|  | 10.  | Collerense          | 34 | 30 | 10 | 4  | 16 | 45 | 62 | -17 |
|  | 11.  | Espanyol            | 32 | 30 | 8  | 8  | 14 | 37 | 51 | -14 |
|  | 12.  | Transportes Alcaine | 31 | 30 | 8  | 7  | 15 | 29 | 55 | -26 |
|  | 13.  | Oviedo Moderno      | 30 | 30 | 6  | 12 | 12 | 30 | 41 | -11 |
|  | 14.  | Siviglia            | 26 | 30 | 7  | 5  | 18 | 23 | 61 | -38 |
|  | 15.  | Granada             | 22 | 30 | 5  | 7  | 18 | 41 | 81 | -40 |
|  | 16.  | Levante Las Planas  | 22 | 30 | 6  | 4  | 20 | 27 | 73 | -46 |

Legenda:
      Campione di Spagna, ammessa alla UEFA Women's Champions League 2014-2015 ed alla Copa de la Reina 2014
      Ammesse alla Copa de la Reina 2014
      Retrocesse in Segunda División 2014-2015
Note:
Tre punti a vittoria, uno a pareggio, zero a sconfitta.

## Risultati
|                     | Ath  | Atl  | Bar  | Col  | Esp  | Gra  | Hue  | Lev  | LLP  | Ovi  | Ray  | Rea  | SGa  | Siv  | TAl  | Val  |
| ------------------- | ---- | ---- | ---- | ---- | ---- | ---- | ---- | ---- | ---- | ---- | ---- | ---- | ---- | ---- | ---- | ---- |
| Athletic Bilbao     | –––– | 4-1  | 1-2  | 2-0  | 3-0  | 5-0  | 1-1  | 3-2  | 9-1  | 1-0  | 2-2  | 1-0  | 4-0  | 5-0  | 7-0  | 3-0  |
| Atlético Madrid     | 2-1  | –––– | 0-3  | 5-1  | 1-0  | 5-0  | 5-2  | 1-1  | 5-0  | 6-1  | 2-0  | 2-1  | 4-0  | 7-0  | 5-2  | 1-1  |
| Barcellona          | 1-0  | 2-1  | –––– | 5-0  | 4-0  | 10-0 | 3-0  | 1-0  | 4-0  | 4-1  | 2-0  | 2-2  | 5-1  | 4-0  | 2-1  | 1-0  |
| Collerense          | 0-2  | 2-1  | 0-1  | –––– | 2-1  | 0-2  | 0-1  | 1-1  | 5-1  | 1-1  | 3-3  | 2-1  | 5-2  | 5-1  | 3-1  | 1-2  |
| Espanyol            | 1-2  | 2-1  | 0-3  | 1-3  | –––– | 2-2  | 3-1  | 0-2  | 1-0  | 3-3  | 1-1  | 2-1  | 2-0  | 2-0  | 0-1  | 0-1  |
| Granada             | 1-5  | 2-1  | 0-3  | 3-4  | 2-2  | –––– | 4-1  | 1-3  | 5-1  | 2-2  | 0-0  | 1-1  | 2-2  | 1-2  | 4-0  | 1-5  |
| Huelva              | 0-1  | 1-1  | 2-1  | 1-0  | 2-2  | 4-0  | –––– | 1-2  | 3-0  | 1-0  | 2-1  | 0-1  | 2-2  | 2-0  | 0-2  | 1-2  |
| Levante             | 0-4  | 1-1  | 1-1  | 3-0  | 1-0  | 4-1  | 0-3  | –––– | 0-1  | 2-1  | 0-0  | 1-1  | 2-0  | 1-0  | 2-1  | 0-0  |
| Levante Las Planas  | 0-1  | 0-3  | 0-3  | 2-3  | 2-2  | 2-1  | 2-4  | 0-1  | –––– | 2-1  | 0-1  | 2-2  | 2-0  | 1-1  | 2-0  | 0-2  |
| Oviedo Moderno      | 0-0  | 2-2  | 0-0  | 3-0  | 2-1  | 2-2  | 1-2  | 0-1  | 2-0  | –––– | 0-0  | 2-0  | 0-0  | 1-0  | 0-0  | 0-3  |
| Rayo Vallecano      | 3-1  | 0-0  | 0-1  | 3-0  | 2-3  | 2-1  | 1-1  | 2-1  | 6-1  | 2-1  | –––– | 2-0  | 1-3  | 3-1  | 1-0  | 2-1  |
| Real Sociedad       | 1-2  | 3-2  | 0-5  | 1-0  | 3-0  | 3-0  | 2-0  | 1-1  | 1-1  | 1-1  | 1-1  | –––– | 2-0  | 1-0  | 0-3  | 0-0  |
| Sant Gabriel        | 1-2  | 2-1  | 0-4  | 5-0  | 3-2  | 5-1  | 1-0  | 1-1  | 1-2  | 3-0  | 1-0  | 0-2  | –––– | 1-1  | 2-2  | 1-3  |
| Siviglia            | 0-2  | 1-3  | 0-0  | 3-2  | 0-1  | 1-0  | 2-2  | 1-0  | 1-0  | 0-2  | 1-2  | 0-4  | 1-1  | –––– | 2-1  | 2-1  |
| Transportes Alcaine | 0-5  | 0-2  | 1-4  | 2-2  | 1-1  | 2-1  | 1-1  | 0-1  | 2-1  | 0-0  | 0-3  | 1-0  | 2-0  | 3-1  | –––– | 0-0  |
| Valencia            | 3-0  | 0-1  | 0-1  | 2-0  | 2-2  | 2-1  | 1-0  | 2-3  | 3-1  | 2-1  | 0-1  | 0-0  | 1-2  | 3-1  | 3-0  | –––– |

## Statistiche

### Classifica marcatrici
| Gol |  |  | Giocatore       | Squadra         |
| --- |  |  | --------------- | --------------- |
| 28  |  |  | Sonia Bermúdez  | Barcellona      |
| 23  |  |  | Noelia Aybar    | Granada         |
| 20  |  |  | Erika Vázquez   | Athletic Bilbao |
| 17  |  |  | María Paz       | Valencia        |
| 16  |  |  | Amanda Sampedro | Atlético Madrid |